# Let Love In (album Goo Goo Dolls)
Let Love In – ósmy album studyjny amerykańskiego zespołu Goo Goo Dolls, wydany w 2006 przez Warner Bros. Records. Pochodzi z niego piosenka „Better Days”, która była wykorzystywana przez stacje telewizyjne w USA jako muzyczne tło kampanii pomocy po przejściu Huraganu Katrina, przez co stała się symbolem tej akcji i zdobyła popularność. Także płyta Let Love In odniosła komercyjny sukces, uzyskując status złotej.
Sześć utworów z tego albumu znalazło się również na późniejszych kompilacjach zespołu. Na Greatest Hits Volume One: The Singles zawarto piosenki „Let Love In”, „Stay With You”, „Feel The Silence” i „Better Days”. Natomiast Greatest Hits Volume Two: B-sides & Rarities uwzględnia kompozycje „We’ll Be Here (When You’re Gone)” oraz „Without You Here”.

## Lista utworów
1. „Stay With You” (John Rzeznik, Glen Ballard) – 3:55
2. „Let Love In” (Rzeznik, Ballard, Gregg Wattenberg) – 5:01
3. „Feel The Silence” (Rzeznik) – 3:50
4. „Better Days” (Rzeznik) – 3:35
5. „Without You Here” (Rzeznik) – 3:49
6. „Listen” (Robby Takac/Rzeznik) – 3:09
7. „Give A Little Bit” (cover Supertramp) – 3:36
8. „Can’t Let It Go” (Rzeznik) – 3:53
9. „We’ll Be Here (When You’re Gone)” (Rzeznik) – 3:28
10. „Strange Love” (Takac/Rzeznik) – 3:35
11. „Become” (Rzeznik/Ballard) – 4:08

## Personel
- Johnny Rzeznik – gitara, śpiew
- Robby Takac – gitara basowa, śpiew
- Mike Malinin – perkusja